# Cortados de Aradón
Los Cortados de Aradón son unos acantilados ubicados al este de Mendavia, dentro del término municipal de Alcanadre, en La Rioja, paralelos a la margen derecha del río Ebro. 

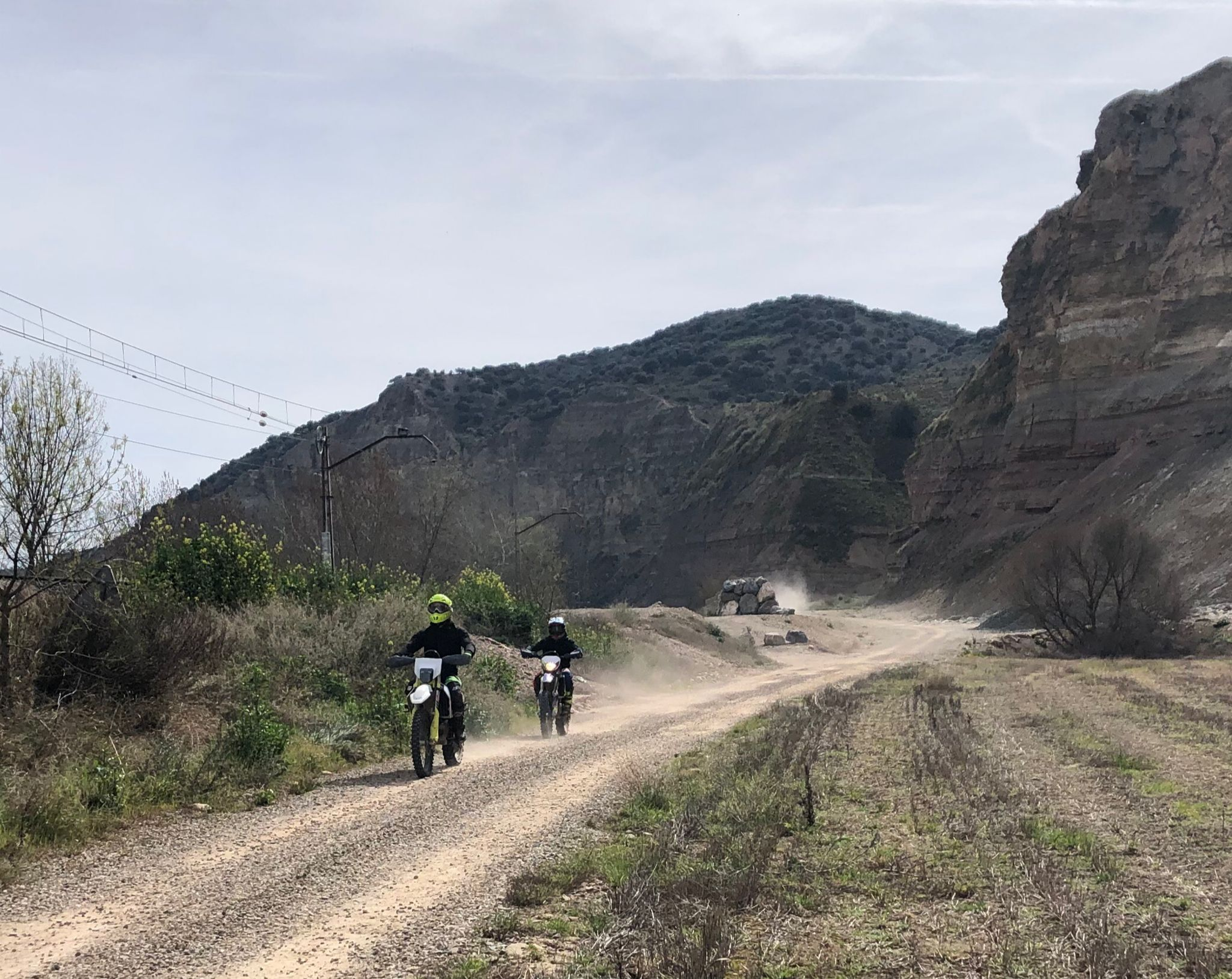
Panorámica de los Cortados de Aradón

## Etimología
Los Cortados de Aradón es un topónimo reciente, dado que no aparece en la planimetría de principios del Siglo XX y toma prestado el nombre de la ermita de Aradón y del barranco de Aradón -hoy barranco del Plano- que es todo lo que ha quedado de un despoblado del mismo nombre[cita requerida]. Topónimo que tendría origen íbero, como Aragón -y parecido significado, tierra de ríos- pero que también podría provenir de un medicamento de origen árabe.

## Geografía
Los Cortados de Aradón son -además de la ermita de Aradón- unos acantilados de más de 130 metros de altitud que se extienden a lo largo de cuatro kilómetros entre el paraje de las Laderas de Cascabillas al oeste y las Laderas de La Mesa y La Mata al este. Ubicados al este de Mendavia, pero dentro del término municipal de Alcanadre, en La Rioja, paralelos a la margen derecha del río Ebro. Están formados por lutitas y yesos erosionados por el río Ebro, debido a un basculamiento tectónico local[cita requerida] y por el viento dominante, el Cierzo[cita requerida]
Los Cortados de Aradón son en realidad, parte del extremo norte de La Mesa, una especie de muela a más de 500 m s. n. m. (Serrezuela, 540 m s. n. m.) sometido a una fuerte erosión eólica y formación de glacis, drenada por el barranco del Plano al este, de caudal discontinuo y orientación norte-sur -en cuya margen derecha se ubica la ermita de Aradón- y otro de mucha menor entidad al este, que recogen la escorrentía de este paraje. Al pie de estos acantilados discurre en paralelo el antiguo camino de San Martín a la antigua estación de Mendavia -hoy Camino Jacobeo del Ebro- y el ferrocarril. 
A pesar de ser un paisaje transformado por la actividad agropecuaria  y las infraestructuras, Los Cortados de Aradón están incluidos dentro de la Red Natura 2000 por mantener todavía una rica biodiversidad debido a la proximidad del Ebro y la morfología de éste en ese tramo (orillas sin pendiente, graveras y cauce amplio y lento) además de los cortados citados.

## Flora y Fauna
Los Cortados de Aradón se encuentran en el curso medio del río Ebro y por ello mantiene una vegetación riparia típica de ríos mediterráneos: fuertes oscilaciones de caudal, una temperatura media anual de 14,1 °C y una precipitación media anual de 420 litros por metro cuadrado, que limita esa vegetación riparia a la llanura de inundación periódica y por consiguiente, la fauna que allí habita. Unido a esto, la fuerte presión antrópica ha modificado el paisaje y el entorno, con consecuencias para esa flora y fauna, favoreciendo especies ruderales y arvenses, en detrimento de otras más especializadas en hábitats fluviales o esteparios.

### Flora

#### Vegetación potencial
Tal y como se comenta, la vegetación actual está condicionada por la presión antrópica ejercida sobre este paraje durante miles de años. Así, hay que diferenciar entre la vegetación existente y la vegetación potencial, que es aquella que pudiera darse con las condiciones climatológicas actuales, en ausencia de esas presiones. Así, en función de la precipitación y de las temperaturas existentes se puede calcular el Índice de Termicidad, que en el caso de Calahorra -que es la estación meteorológica más cercana a Aradón- resulta un valor de 265, dentro del piso bioclimático correspondiente al Mesomediterráneo medio, en el límite superior cerca del piso Mesomediterráneo superior.
Así mismo, en base sólo a las precipitaciones registradas, este paraje se encuentra dentro del ombroclima seco, pero sin descartar precipitaciones superiores en La Mesa, debido a su altitud.
Para este ombroclima y piso bioclimático, la memoria del mapa de series de vegetación de España establece unas especies características en función de su grado de degradación que, en ausencia de acción antrópica durante un largo periodo de tiempo, a este paraje le correspondería la vegetación típica de la Serie mesomediterránea castellano-aragonense seca basófila[sic] de la encina  (Quercus rotundifolia) que se caracteriza en sus etapas más maduras por un bosque de encinas o carrascas, especie que sólo se encuentra de forma muy fragmentaria en La Mesa, siendo más comunes los setos de coscoja (Quercus coccifera), espino negro (Rhamnus lycioides), retama (Retama sphaerocarpa) alternando con prados de lastón (Brachypodium retusum).

#### Vegetación riparia
Además de la vegetación potencial, dependiente en exclusiva de las precipitaciones, estaría la vegetación riparia típica de los grandes ríos mediterráneos y aquella propia de cauces intermitentes o salinos. 
En el primer caso, al pie de los Cortados de Aradón, se pueden encontrar bastantes extensiones de bosques de ribera climácicos, debido a su aislamiento dentro del cauce principal por crecer en las islas que forma el Ebro de forma periódica o bien, por estar aislados por densas bandas de zarzales que impiden el paso. Así, se pueden encontrar bosques-galería de alamedas y choperas que alternan con olmos e incluso alisos (Alnus glutinosa) en su límite ecológico inferior.

### Fauna
El paraje es, además, un conjunto de hábitats muy diverso: acantilados, sotos, estepa y huertos; que condicionan la presencia de un tipo de fauna en general, y de avifauna en particular, muy determinada pero que, en conjunto, presenta una biodiversidad muy superior al resto de la zona: 
- A229	Alcedo atthis
- A255	Anthus campestris
- A707	Aquila fasciata
- A773	Ardea alba
- A029	Ardea purpurea
- A021	Botaurus stellaris
- A215	Bubo bubo
- A224	Caprimulgus europaeus
- A031	Ciconia ciconia
- A080	Circaetus gallicus
- A081	Circus aeruginosus
- A026	Egretta garzetta
- A379	Emberiza hortulana
- A103	Falco peregrinus
- A245	Galerida theklae
- A078	Gyps fulvus
- A092	Hieraaetus pennatus
- A073	Milvus migrans
- A077	Neophron percnopterus
- A023	Nycticorax nycticorax
- A094	Pandion haliaetus
- A140	Pluvialis apricaria
- A346	Pyrrhocorax pyrrhocorax
- A302	Sylvia undata

Tabla 1.- Listado de especies existentes en La Zona de Especial Conservación de la Red Natura 2000 ES2300006, Sotos y Riberas del Ebro Con enlace, especies de aves distintas de las propias de hábitats riparios, con enlace y en negrita, avifauna propia de hábitats esteparios
Fuente: NATURA 2000-STANDARD DATA FORM For Special Protection Areas (SPA) ES2300006, Sotos y Riberas del Ebro, 3.2 Species referred to in Article 4 of Directive 2009/147/EC and listed in Annex II of Directive 92/43/EEC and site evaluation for them 
A la vista del listado, que se centra en aquellas especies de aves de interés -excluyendo aquellas ligadas a ambientes antrópicos- se puede concluir que el paraje -aparentemente un soto- permite también la presencia de especies ligadas a ambientes rupícolas y esteparios.
Sin embargo, la riqueza de avifauna de este espacio es aún mayor. Además de las especies de aves de interés, cerca de los Cortados de Aradón se pueden observar hasta 85 especies de aves entre accidentales y frecuentes. Recientemente se ha prospectado la zona (5 de mayo de 2024), encontrando 40 especies nidificantes.